# 早稲田駅

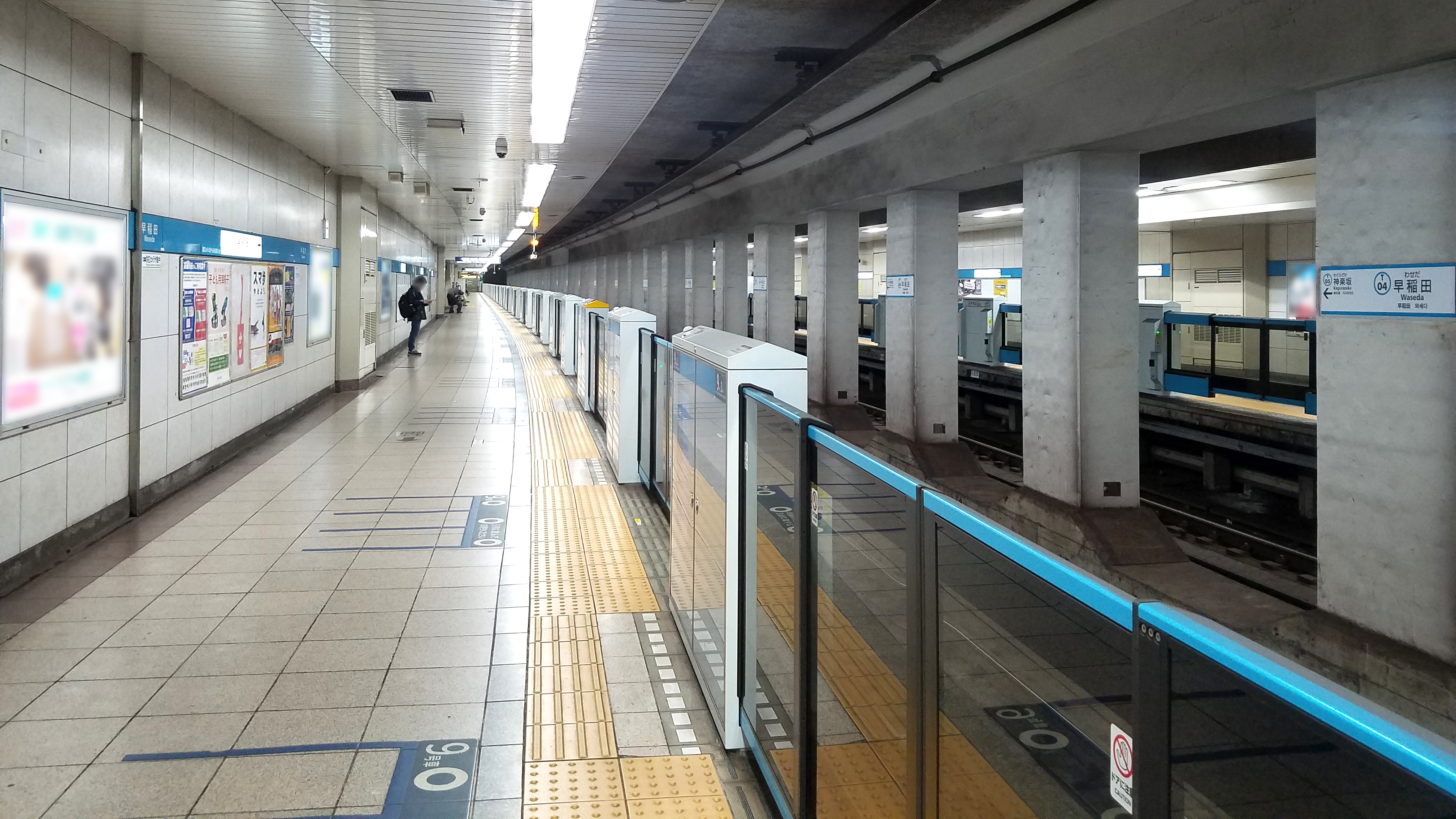
ホーム（2020年4月）

早稲田駅（わせだえき）は、東京都新宿区早稲田南町にある、東京地下鉄（東京メトロ）東西線の駅である。駅番号はT 04。
都電荒川線（東京さくらトラム）の早稲田停留場は、当駅から直線距離で約600メートル離れた新目白通り沿いにあり、接続駅とはなっていない。

## 歴史
- 1964年（昭和39年）12月23日：開業。
- 2004年（平成16年）4月1日：帝都高速度交通営団（営団地下鉄）民営化に伴い、当駅は東京地下鉄（東京メトロ）に継承される[2]。
- 2007年（平成19年）3月18日：ICカード「PASMO」の利用が可能となる[3]。
- 2015年（平成27年）5月26日：発車メロディを導入[4]。

## 駅構造
相対式ホーム2面2線を有する地下駅である。早稲田大学寄りの出入口は早稲田大学方面改札口と直結している。
3番出入口の道路を挟んで反対側に、西船橋方面改札口に通じるエレベーターがある。なお、当駅にはエスカレーターは設置されていない。

### のりば
| 番線 | 路線   | 行先                           |
| ---- | ------ | ------------------------------ |
| 1    | 東西線 | 西船橋・津田沼・東葉勝田台方面 |
| 2    | 東西線 | 中野・三鷹方面                 |

（出典：東京メトロ:構内図）

### 発車メロディ
2015年5月26日から向谷実作曲の発車メロディ（発車サイン音）を使用している。
曲は1番線が「A Day in the METRO」、2番線が「Beyond the Metropolis」である。

## 利用状況
2024年度の1日平均乗降人員は79,978人であり、東京メトロ全130駅中47位。
近年の1日平均乗降・乗車人員推移は下表の通り。
| 年度               | 1日平均 乗降人員 | 1日平均 乗車人員 | 出典     |
| ------------------ | ---------------- | ---------------- | -------- |
| 1990年（平成02年） |                  | 40,458           | [ * 1 ]  |
| 1991年（平成03年） |                  | 40,495           | [ * 2 ]  |
| 1992年（平成04年） |                  | 41,381           | [ * 3 ]  |
| 1993年（平成05年） |                  | 41,392           | [ * 4 ]  |
| 1994年（平成06年） |                  | 40,753           | [ * 5 ]  |
| 1995年（平成07年） |                  | 40,249           | [ * 6 ]  |
| 1996年（平成08年） |                  | 40,222           | [ * 7 ]  |
| 1997年（平成09年） |                  | 39,356           | [ * 8 ]  |
| 1998年（平成10年） |                  | 38,510           | [ * 9 ]  |
| 1999年（平成11年） |                  | 37,773           | [ * 10 ] |
| 2000年（平成12年） |                  | 37,458           | [ * 11 ] |
| 2001年（平成13年） |                  | 34,121           | [ * 12 ] |
| 2002年（平成14年） | 66,746           | 33,466           | [ * 13 ] |
| 2003年（平成15年） | 65,720           | 32,995           | [ * 14 ] |
| 2004年（平成16年） | 65,115           | 32,526           | [ * 15 ] |
| 2005年（平成17年） | 64,753           | 32,110           | [ * 16 ] |
| 2006年（平成18年） | 66,341           | 32,975           | [ * 17 ] |
| 2007年（平成19年） | 70,524           | 35,085           | [ * 18 ] |
| 2008年（平成20年） | 71,478           | 35,666           | [ * 19 ] |
| 2009年（平成21年） | 71,147           | 35,770           | [ * 20 ] |
| 2010年（平成22年） | 72,033           | 36,145           | [ * 21 ] |
| 2011年（平成23年） | 70,733           | 35,638           | [ * 22 ] |
| 2012年（平成24年） | 74,288           | 37,218           | [ * 23 ] |
| 2013年（平成25年） | 76,653           | 38,519           | [ * 24 ] |
| 2014年（平成26年） | 77,731           | 39,047           | [ * 25 ] |
| 2015年（平成27年） | 80,071           | 40,180           | [ * 26 ] |
| 2016年（平成28年） | 81,312           | 40,775           | [ * 27 ] |
| 2017年（平成29年） | 82,370           | 41,299           | [ * 28 ] |
| 2018年（平成30年） | 82,683           | 41,455           | [ * 29 ] |
| 2019年（令和元年） | 81,284           | 40,790           | [ * 30 ] |
| 2020年（令和02年） | 41,634           |                  |          |
| 2021年（令和03年） | 58,991           |                  |          |
| 2022年（令和04年） | 70,006           |                  |          |
| 2023年（令和05年） | 76,014           |                  |          |
| 2024年（令和06年） | 79,978           |                  |          |

## 駅周辺
駅周辺は、早稲田大学の施設が点在していて、大学都市の特徴もある。
- 新宿区役所 榎町特別出張所
  - 新宿区榎町地域センター
- 新宿区立鶴巻図書館
- 新宿区立漱石山房記念館
- 草間彌生美術館
- 新宿区牛込保健センター
- 国立感染症研究所 戸山庁舎
- 国立健康・栄養研究所
- 国立国際医療研究センター
- 早稲田大学
  - 戸山キャンパス（文学部、文化構想学部、早稲田アリーナ、学生会館）徒歩3分
  - 早稲田キャンパス（大学本部・大隈講堂・政治経済学部・法学部・教育学部・商学部・社会科学部・国際教養学部・坪内博士記念演劇博物館・早稲田大学會津八一記念博物館）徒歩7分
  - 学術情報センター（早稲田大学中央図書館、井深大記念ホール）
- 早稲田中学校・高等学校
- 学習院女子大学、学習院女子中・高等科
- 東京都立戸山高等学校
- 東京都立新宿山吹高等学校
- 新宿区立牛込第二中学校
- 新宿区立早稲田小学校
- 穴八幡神社
- 放生寺
- 龍善寺
- 早稲田奉仕園
- 戸山公園
- 新宿馬場下郵便局
- 早稲田大学前郵便局
- 西早稲田一郵便局
- リーガロイヤルホテル東京
- 都営バス早稲田営業所
- 早稲田通り（東京都道25号飯田橋石神井新座線）
- 西早稲田駅
- ヨークフーズ 早稲田店
- 三徳 早稲田店

### バス路線
最寄りバス停留所は、馬場下町となる。以下の路線バスが発着し、東京都交通局（都営バス）により運行されている。
| のりば | 系統・行先               | 備考                 |
| ------ | ------------------------ | -------------------- |
| 8      | 早81：早大正門           |                      |
| 9      | 早77：渋谷駅東口（循環） |                      |
| 10     | 早77・池86出入：早稲田   | 「池86出入」は本数少 |
| 11     | 学02：早大正門           |                      |
| 12     | 学02：高田馬場駅前       |                      |

1 - 4番のりばは「グランド坂下」「早稲田」（都電早稲田停留場付近）、5 - 7番のりばは「早大正門」に付番されている。

## 隣の駅
東京地下鉄（東京メトロ）
 東西線（東陽町以西は全列車が各駅に停車）
高田馬場駅 (T 03) - 早稲田駅 (T 04) - 神楽坂駅 (T 05)